# Centre brésilien de recherches physiques
Le centre brésilien de recherches physiques (en portugais Centro Brasileiro de Pesquisas Físicas, CBPF), situé à Urca dans la banlieue de Rio de Janeiro, est un institut du Ministère de la Science, de la Technologie et de l'Innovation (pt) (MCTI) destiné à la recherche scientifique, l'éducation et la formation en physique théorique, physique expérimentale, physique du solide, physique appliquée et cosmologie.

## Histoire

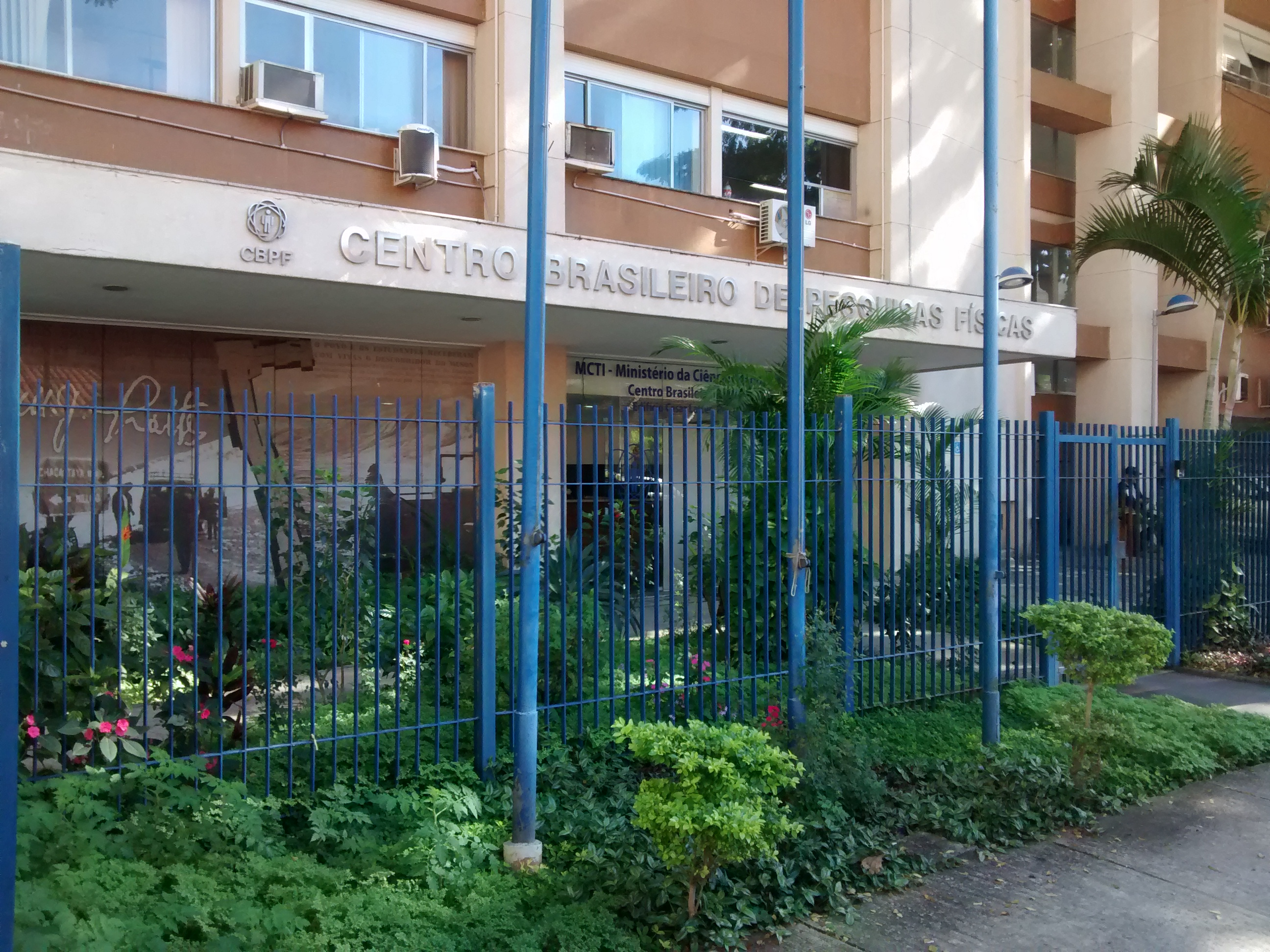
Entrée du CBPF.

Le CBPF a été fondé le 15 janvier 1949 sous forme d'association par des scientifiques brésiliens comme José Leite Lopes, César Lattes et Jayme Tiomno et financé par des fonds de la confédération brésilienne des industries (pt) alors présidé par Euvaldo Lodi. Initialement consacré à la physique nucléaire la présence de César Lattes, découvreur du méson Pi a été importante car elle a permis d'obtenir les visites de physiciens de renom comme Richard Feynman, Léon Rosenfeld ou Robert Oppenheimer.
La première activité a été la physique nucléaire expérientale. Par la suite plusieurs nouveaux domaines de recherche ont été introduits et ont essaimé dans le pays. Quatre laboratoires MCT sont issues du CBPF, à savoir : l'Institut national de mathématiques pures et appliquées (IMPA), Laboratoire national de lumière synchrotron (pt), le Laboratoire national de lumière synchrotron (LNLS), le Laboratoire national de calcul scientifique (LNCC) et l'Institut de cosmologie, de relativité et d'astrophysique (ICRA-Brésil). Ce dernier institut est intégré au CBPF à travers le Groupe Cosmologie et Gravitation.

## Activités
L'activité du centre est répartie en diverses branches :
- physique expérimentale des basses énergies,
- physique expérimentale des hautes énergies,
- cosmologie, relativité et astrophysique,
- physique appliquée,
- physique théorique.